# Gif-sur-Yvette
Gif-sur-Yvette település Franciaországban, Essonne megyében. Lakosainak száma 22 578 fő (2022. január 1.). Gif-sur-Yvette Saint-Aubin, Gometz-la-Ville, Bures-sur-Yvette, Saint-Rémy-lès-Chevreuse, Gometz-le-Châtel, Orsay, Saclay és Villiers-le-Bâcle községekkel határos.

## Népesség
A település népességének változása:
| Lakosok száma | 20 631 | 21 069 | 21 571 | 21 379 | 21 308 | 21 007 | 21 439 | 22 352 | 22 578 |
|               | 2013   | 2015   | 2016   | 2017   | 2018   | 2019   | 2020   | 2021   | 2022   |